# New Summerfield (Teksas)
New Summerfield je grad u američkoj saveznoj državi Teksas. Prema popisu stanovništva iz 2010. u njemu je živjelo 1.111 stanovnika.